# نود شب
نود شب یک مجموعه تلویزیونی محصول سال ۱۳۷۹ به کارگردانی مهران مدیری، نویسندگی سهیلا شرقی و تهیه‌کنندگی محمد طالبی کاشانی می‌باشد که از شبکه سه پخش شد. این مجموعه در ۹۰ قسمت ۴۵ دقیقه‌ای در ساعت ۲۲:۱۵ تهیه شد، پخش این سریال از ۱۲ بهمن ماه سال (۱۳۷۹) همزمان با ایام دهه فجر متوقف شد و دو قسمت آخر آن به خاطر شایعات و حواشی سریال هرگز پخش نگردید .

## خلاصه داستان
نود شب یک مجموعه طنز و کمدی است و قصه زندگی زوج جوانی را روایت می‌کند که وقایع روزمره زندگی را با لحن و شیوه‌ای طنزآمیز بازی می‌کنند.

## بازیگران
- مهران مدیری در نقش مهران فرهادی
- ساناز سماواتی در نقش مینا بهرامی (همسر مهران فرهادی)
- ابراهیم‌آبادی
- تانیا جوهری
- جواد عابدی
- رضا عبدی
- ساعد هدایتی
- عارف لرستانی
- غلامحسین لطفی
- محمدرضا هدایتی
- مهین شهابی
- نادر سلیمانی